# Cucullia pustulata

Cucullia pustulata är en fjärilsart som beskrevs av Eduard Friedrich Eversmann 1842. Cucullia pustulata ingår i släktet Cucullia och familjen nattflyn. Inga underarter finns listade i Catalogue of Life.